# École des guides de montagne du Tibet à Lhassa
L'École des guides de montagne du Tibet à Lhassa est une école fondée en 1999 par l’alpiniste français Serge Koenig, représentant la Fédération française de la montagne et de l’escalade (FFME), et par le Tibétain Nyima Tsering, représentant la Tibetan Mountaineering Association of China, avec le soutien la société chinoise Ozark Outdoor Gear.
En partenariat avec l'École nationale des sports de montagne en France – anciennement École nationale du ski et de l’alpinisme (ENSA) –, l'école forme de jeunes Tibétains et Tibétaines aux « métiers de l'expédition » pour conduire leurs compatriotes et les étrangers vers les sommets,.

## Genèse
En 1999, constatant l’afflux des expéditions encadrées par les sherpas népalais dans l’Himalaya et l’absence de guides tibétains compétents susceptibles de profiter, dans leurs propres montagnes, de cette nouvelle manne économique, Serge Koenig, alors responsable des relations internationales à la FFME et professeur-guide à l'École nationale du ski et de l’alpinisme (ENSA), signe avec Nyima Tsering, à l'époque officier de liaison au sein de la Tibetan Mountaineering Association, une convention (renouvelée en 2001) concernant la formation de près de 20 jeunes Tibétains, dans l'objectif affirmé de développer l'encadrement des alpinistes par des guides locaux,.
Au départ, l'ENSA refuse de se joindre à ce projet. Le Club alpin français (CAF), qui en est partenaire, demande un supplément d'informations sur les intentions des initiateurs avant de s'engager plus avant, partageant les préoccupations de l'ONG internationale Mountain Wilderness et d'associations de défense des droits de l'homme. L'annexe 5 de l'accord révèle que le partenaire signataire est en fait la China Tibet Mountaineering Association, dont le secrétaire général, Gao Maoxing, est Chinois. L'annexe précise qu'à partir de 2001, un développement des activités de montagne et d'escalade inclura tourisme, secours, protection de la nature, aménagement d'architecture et téléphérique, entre autres intérêts économiques. Le CAF décide de se dissocier du projet, estimant ne pas avoir l'assurance qu'il vienne en aide efficacement aux Tibétains,.
Selon l'alpiniste François Labande, la Compagnie des guides de Lhassa, à peine un an après sa création en parallèle de l'école, licencie ceux des guides qui sont allés étudier en Inde ou dans une des écoles des Tibétains en exil. Le journaliste Pierre Mure affirme que les Tibétains sont écartés du métier de guide au profit des Chinois et que des épreuves écrites en chinois sont instaurées pour l'examen de guide. Pour Serge Koenig, il y a en fait confusion d'une part entre les guides de tourisme et d'excursion travaillant pour des agences touristiques, et d'autre part les guides d'alpinisme et de haute montagne, lesquels ne sont pas concernés par de telles mesures.
En 2013, le journaliste Philippe Rochot, à qui l'on avait reproché, en 2001, d'avoir fait un reportage, Tibet, l'enfance des guides, pour l'émission Envoyé spécial de France 2, rapporte que l'école est désormais « acceptée et reconnue par tous ».

## Organisation

### Recrutement
L’école est un établissement à but non lucratif qui recrute de jeunes Tibétains, âgés de 16 à 18 ans, nés ou vivant à au moins 4 000 mètres d'altitude et ayant passé des tests physiques dont une course de 5 km. Les élèves sont logés, nourris, habillés et équipés gratuitement.

### Enseignement
L'école leur apprend à lire, écrire et converser en mandarin et en anglais et leur enseigne les connaissances nécessaires pour être guide de haute montagne ou cuisinier de camp de base (escalade de rochers, escalade sur glace, utilisation des cordes, sécurité, secours d'urgence, météorologie, logistique, gestion de camp de base, cuisine à haute altitude).

### Embauche
Au bout de trois ans, les jeunes diplômés sont embauchés par la Compagnie des guides de Lhassa, en anglais Tibet Himalayan Expeditions Society (THE), qui fournit guides et cuisiniers aux expéditions chinoises ou occidentales. Les sommes versées à la société par ses clients alimentent le budget de l’école.

### Stage à l'ENSA à Chamonix
Chaque année, depuis 2000, les meilleurs élèves de l'école se rendent à l'ENSA à Chamonix pour suivre un complément de formation à l'alpinisme sous la conduite de professeurs français.

## Développement
Les vingt élèves de la première promotion sont sélectionnés dans les régions pauvres du Tibet en mars 1998. Les instructeurs proviennent de la Tibet Mountaineering Team et les professeurs de langue de l’université du Tibet. Par la suite, on fait appel aussi à des instructeurs étrangers.
En 2004, une nouvelle convention voit l'École nationale du ski et de l'alpinisme prendre la relève de la FFME pour 5 ans. La même année, la municipalité de Lhassa met à la disposition de l’école un terrain couvrant 15 000 mètres carrés, sur lequel est construit un établissement financé par le gouvernement et comprenant salles de cours, dortoirs et un mur  d’escalade qui est le plus grand au monde.
En 2011, la convention signée entre l'école et l'ENSA est renouvelée pour trois ans, intégrant la formation, par le Centre national d'entraînement à l'alpinisme et au ski (CNEAS) des CRS à Chamonix, d'une première équipe de secours sur le versant nord de l'Himalaya.

## Ascensions de l'Everest
En 2003, pour les 50 ans de la première ascension de l'Everest (en tibétain, le Qomolangma), les aspirant-guides tibétains filment en direct de son sommet pour le compte de la Télévision centrale de Chine.
En 2008, la flamme olympique est hissée au sommet de l’Everest par de jeunes guides de l’école, l’événement étant filmé en direct pour les télévisions du monde entier.